# Secolul al XVI-lea

Mona Lisa de Leonardo da Vinci

## Evenimente
- Principatele Române, înconjurate de state ce au devenit pașalâc turcesc, acceptă suzeranitatea otomană
- 1600 - Prima unire a principatelor române, înfăptuită de Mihai Viteazul
- Se formează protestantismul sau cultul reformat
- Conciliul de la Trento, unul dintre conciliile ecumenice ale Bisericii Catolice, a definit un număr mare de noi dogme ca răspuns la Reforma Protestantă.
- Niccolò Machiavelli scrie  Principele
- Nicolaus Copernicus publică teoria heliocentrică (1543)
- Calendarul gregorian este adoptat de țările catolice (1582)
- Apariția primelor manufacturi în Transilvania

### Elveția
- 1515-Bătălia de la Marignano
- 1519- Huldrych Zwingli propovăduiește reforma
- 1539- Jean Calvin începe să propovăduiască la Geneva

### Olanda
- 1512-Se înființează Cercul Burgund
- 1542-Revolta calvinistă de la Geneva
- 1555- Filip II al Spaniei conduce Olanda
- 1559-Margareta de Parma devine regenta a Olandei
- 1567-Filip II o înlătură de la putere pe Margareta
- 1568-Execuția opozanților Egmont și Hoorn
- 1568-Războiul pentru independență
- 1579-Declarația de indpendență a Uniunii de la Utrech
- 1579-Formarea Olandei Spaniole
- 1584-Asasinarea lui Wihelm de Orania

### Anglia
1509 - Cardinalul Wolsey domnește sub Henric al VIII-lea

1516 - Apare Utopia de Thomas More

1529 - Wolsey este destituit

1534 - Biserica Anglicană se separă de Biserica Romano-Catolică

1535 - Thomas Moore este ucis

1541 - Henric al VIII-lea preia titlul de rege al Irlandei

1547 - Încoronarea lui Eduard al VI-lea

1554 - Recatolicizarea Angliei

1554 - 1558: Persecuția protestanților

1558 - Elisabeta I devine regină

1564 - Cele Treizeci și nouă de articole ale Elisabetei I

1587 - Maria Stuart este decapitată

1595 - Răscoala lui Hugh O'Neil

### Italia
- 1501-Unificarea Siciliei și a Regatului Neapolelui
- 1506-Începe construcția bazilicii Sfântul Petru din Roma
- 1509-Pisa este înfrântă definitiv de Florența
- 1525-Bătălia de lângă Pavia
- 1527-Sacco di Roma
- 1528-Genova cade sub dominația Hasburgilor
- 1536-Începutul reformelor papale
- 1542-Reintroducerea Inchiziției
- 1545-1563-Conciliul de la Trent
- 1582-Reformarea calendarului Gregorian

#### Statele italiene
- 1515-Capturarea Lombardiei de către francezi
- 1525-Carol Quintul declară Milano fief imperial
- 1528-Sfârșitul dominației franceze în Genova
- 1545-Dinastia Farnese conduce Parma și Piacenza
- 1555-Cucerirea Sienei
- 1578-Alexandru Farnesse devine guvernator al Olandei
- 1598-Ferrara devine fief papal

### Spania și Portugalia
- 1506-Moare Filip cel Frumos
- 1516-Unificarea Spaniei
- Carol I devine rege al Spaniei
- 1520-Răscoale în orașe spaniole
- 1556-Filip II devine rege al Spaniei
- 1571-Bătălia de la Lepanto
- 1588-Înfrângerea Armadei Spaniole
- 1589-Henric de Navarra devine rege al Franței
- 1505-Vicerege portughez în Indiile de Est
- 1578-Bătălia de la Ksar el-Kebir
- 1578-Atacul asupra nordului Africii
- 1580-Filip II ocupă Portugalia
- aprox. 1550+1650, „Siglo d'Oro”, Secolul de Aur al Literaturii Spaniole (Miguel de Cervantes (scriitor fost prizonier la mauri africani și  combatant/infirm în urma Bătăliei navale Lepanto, supremul iberic, „Don quijote”, „Nuvelele exemplare”), marele dramaturg Lope de Vega autorul piesei feerie „Viața e vis”, marele poet Gongora, poeții călugări  Fray Luis de Leon autorul poesiei clasice „La vida retirada”, San Juan de La Cruz, Teresa de Avila), curent exprimat atât cât și în artele plastice (El Greco din Toledo, Zurbaran, Utrillo, marele pictor regal Velasquez).

### Nordul Europei
- 1520-Baia de sânge de la Stockholm
- 1523-Gustav I Vasa este ales rege
- 1523-Suedia se desparte de Danemarca
- 1527-Adoptarea Reformei în Suedia
- 1536-Adoptarea Reformei i1505-Legea nihil novi în regatul Lituano-Polonez
- 1507-Teoria Universului Heliocentric
- 1515-Polonia alipește Prusia
- 1525-Teritoriile Ordinului teuton devin ducatul Prusiei
- 1525-Secularizarea Prusiei
- 1526-Bătălia de la Mohacs
- 1541-Parte a Ungariei devine pașalac turcesc
- 1569-Uniunea de la Lublin
- 1572-Libertate religioasă în Polonia

### Imperiul Rus
- 1533-Ivan IV este succesor la tron
- 1547-Ivan IV este încoronat țarul Rusiei
- 1558-Începutul expansiunii ruse în Siberia
- 1570-Distrugerea Novogrodului
- 1571-Tătarii din Crimeea jefuiesc Moscova
- 1584-Întemeierea portului Arhangelsk
- 1584-Moare Ivan IV

#### Oceania
- 1526-Jorge de Menezees ajunge în Noua Guinee

### Americile
- Sec.XVI-Spaniolii îi cuceresc pe amerindienii Pueblo
- 1584-Prima colonie engleză în America de Nord
- 1519-Herman Cortres ajunge în Tenochititlan
- 1520-Moartea lui Montezuma
- 1521-Spaniolii ocupă Imperiul Aztec
- 1525-Spaniolii cuceresc regiunile muntoase din Guatemala
- 1529-Francisco Pizarro devine guvernator în Peru
- 1535-Francisco Pizarro fondează orașul Lima
- 1541-Spaniolii cuceresc Yucatanul

#### Imperiul Incaș
- 1527-Moartea lui Huayna Capac
- 1527-Conflictul pentru succesiune la tron
- 1533-1539-Cucerirea spaniolă a Imperiului Incaș
- 1533-Asasinarea lui Atahualpa
- 1535-Revolta incașilor din Vilcabamba, conduși de Manco Capac II
- 1544-Manco Capac II este asasinat
- 1572-Sfârșitul rebeliunii din Vilcabamba

### Sfântul Imperiu Roman
- 1517-Începutul Reformei protestante
- 1517-Luther își publică tezele
- 1519-Carol V preia puterea
- 1520-Luther arde bula papală prin care a fost amenințat cu excomunicarea
- 1521-Luther este excomunicat
- 1521-Luther se mută în castelul Wartburg
- Edictul de la Worms
- 1524-Începe Războiul Țărănesc
- 1525-Bătălia de la Frankenhausen
- 1530-Confesiunea de la Augsburg
- 1531-Înființarea Ligii de la Schmalkalden
- 1533-1534: Conducerea anabaptistă de la Münster
- 1539-Înființarea Ordinului Iezuit
- 1545-1563-Conciliul de la Trento
- 1546-1547:Războiul Ligii de la Schmalkalden
- 1555:Pacea Religioasă de la Augsburg
- 1556-Carol Quintul abdică
- 1563-Începutul Contrareformei în Bavaria
- 1564-Maximilian II este ales împărat
- 1576-Rudolf II este ales împărat
- 1582-1583-Criza din Cologne

### Franța
- 1515-Începe domnia lui Francisc I
- 1547-Henric II urcă pe tron
- 1559-Tratatul de la Cateau-Cambresis
- 1562-Edictul de la St.Germain
- 1562-Ambuscada hughenoților de la Vassy
- 1572-Masacrul din Noaptea Sfântului Bartolomeu
- 1576-Înființarea Sfintei Ligi
- 1589-Asasinarea lui Henric III
- 1593-Henric IV se convertește la catolicism
- 1598-Edictul de la Nantes

### Imperiul Otoman
- 1514-Bătălia de la Chaldiran
- 1516-Cucerirea Siriei
- 1517-Cucerirea Egiptului
- 1520-1566:Domnia lui Soliman I
- 1521-Cucerirea Belgradului
- 1526-Bătălia de la Mohacs
- 1529-Primul Asediu al Vienei
- 1565-1579:Guvernarea marelui vizir Mehmed Sokollu
- 1579-1590-Războiul împotriva Persiei

### Nordul Africii
- 1515-Portughezii asediază orașul marocan Marrakech
- 1517-Otomanii ocupă Siria-Palestina și Egiptul
- 1521-Otomanii cuceresc Cirenaica
- 1524-Începe conducerea dinastiei Saadide în Maroc
- 1556-Otomanii cuceresc Algeria
- 1565-Asediul Maltei[1]
- 1574-Otomanii ocupă Tunisia
- 1578-Bătălia de la Ksar el-Kebir

### Africa
- 1527-Imperiul Somalez atacă Ethiopia
- 1543-Victoria Ethiopiei sub Negus Claudius
- 1557-Misiunea Iezuită în Ethiopia
- 1590-1591-Victoria Marocului asupra Songhaiului

### Persia
- 1501-Domnia Sahilor Sefeizi în Persia
- 1507-Cucerirea Irakului și Iranului de către Ismail I
- 1514-Bătălia de la Chaldiran
- 1554-Ocupația Georgiei
- 1581-Sahul Abbas I cel Mare
- 1590-Otomanii obțin Azerbaidjanul și Kirgizstanul
- 1598-Cucerirea Khorasanului

### India
- 1504-Babur cucerește Kabulul
- 1526-Întemeierea imperiului Mogul
- 1531-1558:Cucerirea britanică a coastei indiene din Vest
- 1540-Marii Moguli sunt izgoniți din India
- 1542-Shir Shah-Han întemiază propriul regat
- 1545-Asasinarea lui Shir Shah-Han
- 1555-Dizolvarea dinastiei lui Shir Shah-Han
- 1556-Akbar cel Mare preia puterea

### China și Japonia
- 1516-Prima bază portugheză în Canton
- 1563-Anihilarea piraților japonezi
- 1567-Colonie comercială portugheză în Macao
- 1581-Misiune iezuită în China
- 1592-Coreea este atacată de japonezi
- 1593-1598: Războiul împotriva Japoniei
- 1543-Negustorii portughezi debarcă în Kyushu
- 1549-Misiunea iezuiților sub Francisco Xavier
- 1560-Începe noua politică a lui Oda Nobunaga
- 1568-Kyotot este cucerit
- 1573-Ultimul shogun Ashikaga
- 1575-Bătălia de la Nagashino
- 1584-Ocuparea orașului Kyoto
- 1585-Noi planuri tipografice ale țării
- 1586-Construirea castelului din Osaka
- 1590-Victoria asupra Familiei Hojo
- 1592- Ocuparea Coreei
- 1516-Factorii portugheze în Asia de S-E
- 1521-Europenii descoperă Filipinele
- 1531-Dinastia Toungoo în Birmania
- 1544-Cucerirea Birmaniei Centrale
- 1549-Birmania cucerește Ayutthaya

## Oameni importanți

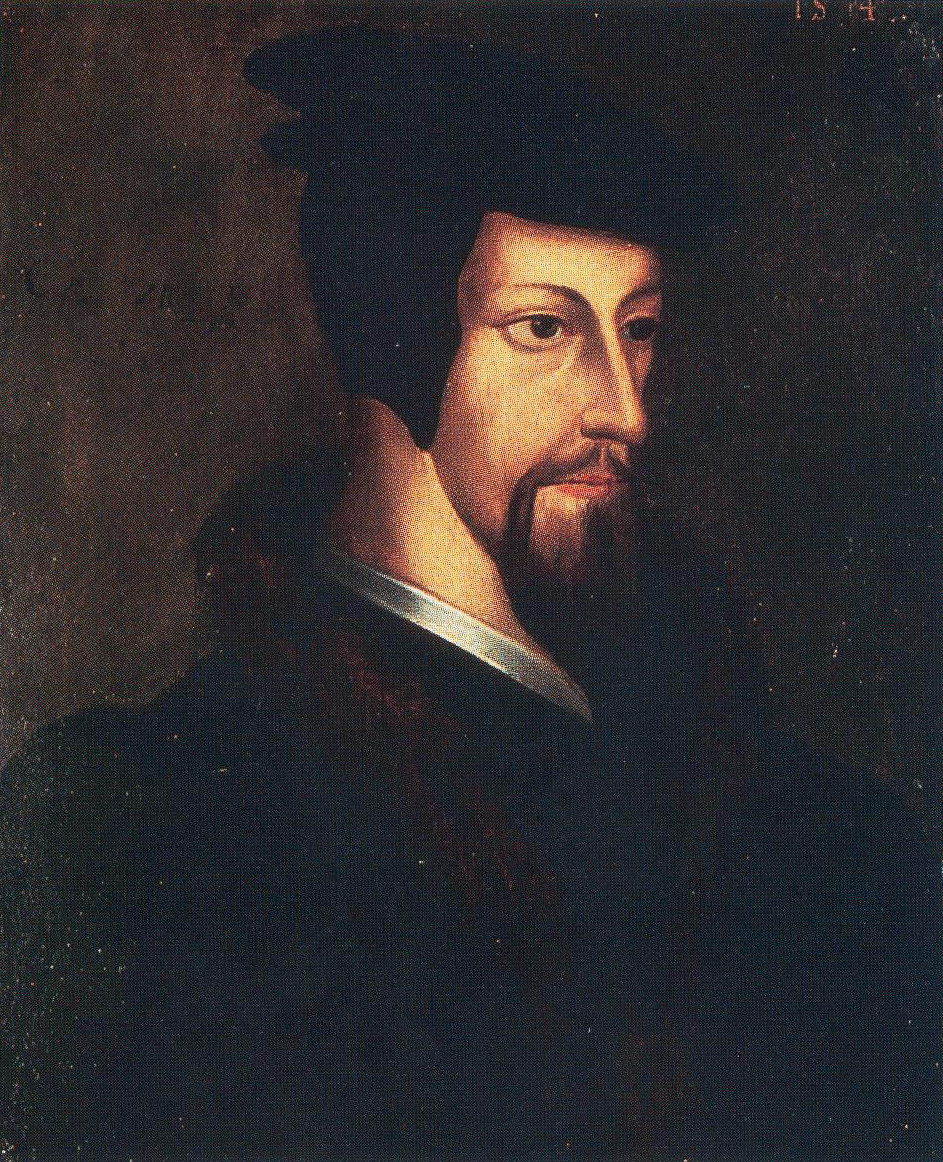
Jean Calvin

- Jean Calvin (Noyon, 1509 - Geneva, 1564), teolog și filozof Francez, întemeietorul bisericii calvine
- Nicolaus Copernicus (19 februarie 1473, Torun, Polonia - Frauenburg, Polonia, 24 mai 1543), astronom
- Martin Luther (Eisleben, 1483 - id., 1546), om religios german, fondator al Reformei protestante
- Maria Stuart (1542 - 1587), regina Scoției, condamnată la moarte de Regina Elizabeta I a Angliei, și decapitată
- Michelangelo Buonarotti (1474 - 1564), pictor și sculptor italian
- Miguel de Cervantes, (1547 - 1616), scriitor spaniol
- Mihai Viteazul, (1593 - 1601), domnitor al celor trei țari române:  Țara Românească, Transilvania și Moldova.
- Leonardo da Vinci, artist, inventator și om de știință
- Henry VII al Angliei, fondator al dinastiei Tudor.
- Ismail I ( 1,487 - 1524 )  a stabilit  dinastia Safavid și a declarat Islamul Shia ca religie de stat.
- Desiderius Erasmus Roterodamus - un olandez renascentist umanist și teolog creștin catolic.
- Zygmunt am Vechi regele al Poloniei
- Dózsa György, lider al revoltei țăranilor ", în Ungaria
- Rafael , pictor italian,
- Giovanni Battista Ramusio , diplomat și secretar al Consiliului celor zece din Veneția
- Regele Henric al VIII al Angliei , fondator al anglicanismului
- Anne Boleyn, a doua soție a regelui Henry VIII.
- William Shakespeare, un poet și dramaturg englez
- Ignațiu de Loyola, fondatorul Societății lui Isus.
- Paracelsus-medic, botanist, alchimist, astrolog, ocultist și general.
- Regele Francisc I al Franței, considerat primul  monarh  al Renașterii al Regatului său
- Suleiman Magnificul, sultan al Imperiului Otoman .
- Abbas I, cel mai puternic rege al dinastiei Safavid
- Regele Gustav I al Suediei
- Charles V, Sfântul Împărat Roman și primul care a domni ca rege al Spaniei
- Cuauhtémoc, ultima Tlatoani aztec
- Michel Nostradamus, astrolog și medic francez, autor de Les Propheties.
- Ahmad ibn al-Ghazi Ibrihim , Imam somalez și general
- Andrea Palladio  arhitect
- Manus Ó Domhnaill (Manus O'Donnell), regele din Tir Chonaill în Ulster
- Andreas Vesalius, anatomist, medic- De umanitar Corporis Fabrica
- Maria I a Angliei
- Andrea Amati, a fost primul producător de vioare
- John Knox a fost un scoțian cleric și lider al Reformei protestante ,este considerat fondatorul prezbiterian.
- Regele Filip al II-lea al Spaniei, auto-proclamat lider al Contra-Reformei
- Ivan al IV din Rusia, Țarul
- William cel Tacut, William I de Orange-Nassau, principalul lider olandez al revoltei împotriva Spaniei
- Elisabeta I a Angliei, figura centrală a epocii elisabetane
- Oda Nobunaga, daimyo-ul din perioada Sengoku-război civil japonez .
- Toyotomi Hideyoshi, daimyo-ul din perioada Sengoku
- Edward VI al Angliei
- Lady Jane Grey
- Maria, regina Scoției, Prima femeie din Casa de Stuart
- Akbar cel Mare, al treilea împărat Mogul
- Johan van Oldenbarnevelt, politician olandez
- Amiralul Yi Sun-sin, amiral coreean
- Matteo Ricci, italian iezuit care a călătorit în Macao, China, în 1582, și a murit în Beijing
- Regele Henric al IV al Franței și Navarra
- Wanli împăratul , împăratul din China în timpul dinastiei Ming , a ajutat Coreea în război Imjin
- Sigismund III Vasa , primul și singurul monarh al Uniunii polono-suedeză
- Vasco Núñez de Balboa  - explorator spanioal. Primul european care traversează istmul Panama și care privește Oceanul Pacific, de pe mal american.
- Pedro Alvares Cabral, Navigator portughez. Primul european care ajunge în Brazilia
- Jacques Cartier  -  explorator francez. A descoperit Canada .
- Francisco Vásquez de Coronado -  Explorator spaniol - a descoperit Marele Canion
- Hernan Cortes ,  Conquistador spaniol
- Sir Francis Drake  -Explorator  englez-  Primul căpitan englez în jurul lumii
- Juan Sebastián Elcano  - Explorator spaniol
- Vasco da Gama,  Navigator portughez- Primul care a navigat în jurul Capului Bunei Speranțe
- Juan Ponce de Leon  -  Explorator spaniol. El a explorat Florida în timp ce încerca să localizeze fântâna tinereții.
- Ferdinand Magellan , portughez Navigator care a navigat în jurul lumii.
- Francisco de Orellana  -  Explorator spaniol în 1541 - 42 de velein  lungimea fluviului Amazon .
- Francisco Pizarro  -  Explorator spaniol. A cucerit Imperiul Incaș.
- Hernando de Soto  -  Explorator spaniol. Explorat Florida, în special nord-vest Florida, li a descoperit fluviul Mississippi.
- Yermak Timofeyevich- A cucerit Hanatul din Siberia
- Luis Váez de Torres - a explorat Pacificul pentru coroana spaniolă.
- Giovanni da Verrazzano  - Explorator Italian pentru Franța. A explorat coasta de nord-est a Americii-Carolina de Sud
- Caravaggio , artist italian
- Albrecht Dürer , artist german
- Hans Holbein cel Tânăr , artist german
- Rafael , pictor italian
- Donato Bramante
- Titian pictor italian
- Paolo Veronese , pictor italian
- Leonardo da Vinci, artist, inventator și om de știință
- Qiu Ying , pictor chinez care a aparținut Școlii Wu
- Pieter Bruegel cel Bătrân
- Jan Brueghel cel Bătrân
- Tintoretto
- Lucas Cranach cel Bătrân
- Lucas Cranach cel Tânăr
- El Greco  a fost un pictor, sculptor, arhitect  al Renașterii spaniole
- Mimar Sinan a fost un inginer și arhitect-șef al Imperiului Otoman
- Domenico Fontana - arhitect
- Andrea Amati
- Felice Anerio
- Adriano Banchieri
- Giovanni Bassano
- William panglica
- John Bull
- Giulio Caccini
- Dario Castello
- Emilio de 'Cavalieri
- Jacques Champion
- Manuel Rodrigues Coelho
- John Dowland
- Giles Farnaby
- Alfonso Fontanelli
- Hans Leo Hassler
- Sebastian Aguilera de Heredia
- Joseph Lupo
- Peter Lupo
- Thomas Lupo
- Ascanio Mayone
- Giovanni Bernardino Nanino
- Johannes Nucius
- Giovanni Pierluigi da Palestrina
- Jacopo Peri
- Peter Philips
- Hieronymus Praetorius
- Paolo Quagliati
- Jan Pieterszoon Sweelinck
- Jean Titelouze
- Lodovico Grossi da Viadana
- Juan Martínez de Jauregui y Aguilar, poet și pictor spaniol
- Luís de Camões, poet portughez
- Baldassare Castiglione, autor italian
- Miguel de Cervantes, autorul spaniol
- John Donne, englez poet metafizic
- John Ford, dramaturg englez
- Thomas Heywood,  dramaturg
- Ben Jonson, dramaturg
- Jan Kochanowski, poet polonez
- Fuzuli, poet din Azerbaidjan
- Thomas Kyd, dramaturg
- Thomas Lodge, dramaturg englez
- Niccolò Machiavelli, autor italian
- Christopher Marlowe, poet și dramaturg englez
- Michel de Montaigne, eseist francez
- Thomas More, politician și autor
- Miyamoto Musashi, războinic celebru în Japonia
- François Rabelais, autorul francez
- Mikołaj Rej, scriitor polonez
- Pierre de Ronsard, poet francez
- William Shakespeare, dramaturg englez
- Edmund Spenser, poetul englez
- Baki,  poet otoman.
- Lope de Vega, dramaturg spaniol
- Mulla Sadra,  filozof
- Sir Francis Bacon, filozof, de stat și eseist. El este, de asemenea, cunoscut ca un catalizator al revoluției științifice.
- Tycho Brahe, astronom.
- Giordano Bruno, filosof italian și astronom / astrolog
- Galileo Galilei - fizician, matematician, astronom și filosof din Toscana care a jucat un rol important în revoluția științifică.
- Konrad Gessner- a fost un elvețian naturalist, bibliograf, botanist, cei trei volume, Historiae animalium
- William Gilbert, de asemenea, cunoscut sub numele de Gilberd, a fost un medic englez și filozof natural.
- Johannes Kepler, matematician, astronom și filosof care a jucat un rol important în revoluția științifică.
- Gerardus Mercator, cartograf celebru
- Emery Molyneux, a fost un elisabetan producător de globuri, instrumente matematice și armament.
- Andreas Vesalius a fost un anatomist, medic, și autor al unuia dintre cele mai influente cărți de anatomie umană, De umanitar Corporis Fabrica
- Edward Wright, matematician și cartograf englez

## Invenții, descoperiri
- 1510 - Ceasul de buzunar: Peter Henlein
- 1538 - Harta lumii: Mercator
- 1581 - Pendulul: Galileo Galilei
- 1593 - Termometrul: Galileo Galilei

Introducerea roții de tors revoluționează industria textilă

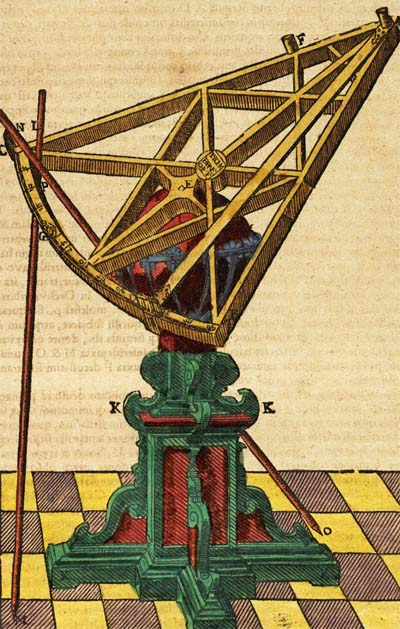
Sextantul inventat de Taqi al-Din

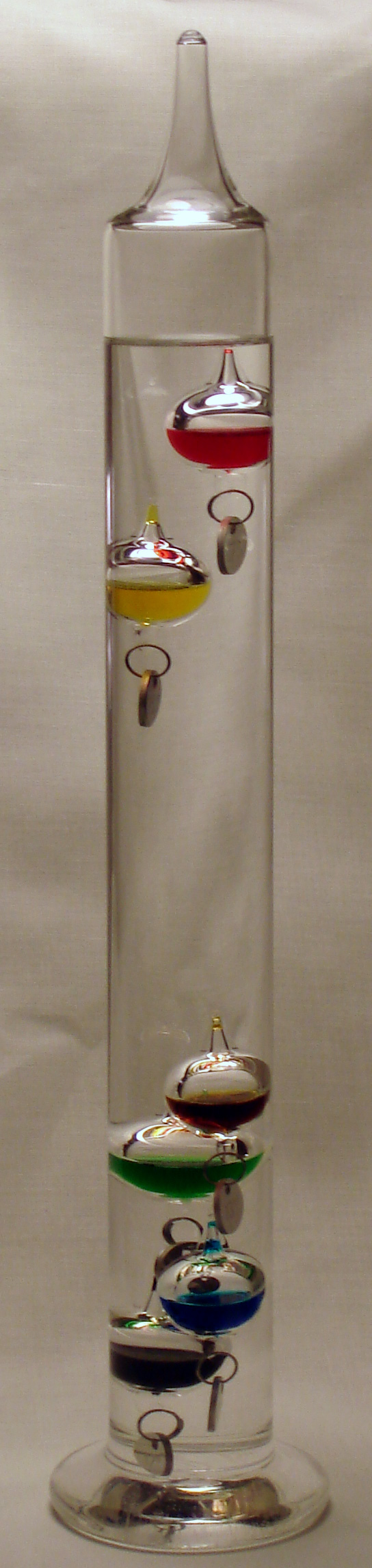
Termometruul lui Galilei, bazat pe variația cu temperatura a densității lichidelor

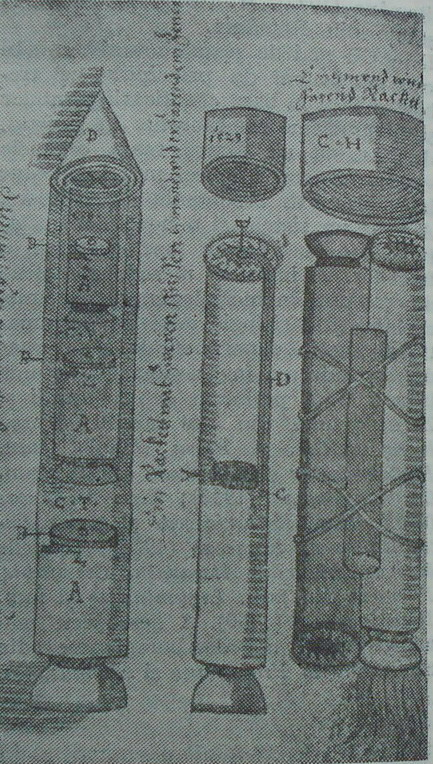
Racheta lui Conrad Haas, Sibiu-România, fost Imperiul Austriac

| Perioada    | Invenția                                             | Autorul                    | Țara (regiunea) |
| ----------- | ---------------------------------------------------- | -------------------------- | --------------- |
|             | muscheta                                             |                            | Europa          |
|             | - blocurile - sistematizarea urbană                  |                            | Yemen (Shibam)  |
|             | - rulmentul - foarfecele                             | Leonardo da Vinci          | Italia          |
| 1524        | ceasornicul                                          | Peter Henlein              | Germania        |
| 1540        | eterul                                               | Valerius Cordus            | Germania        |
| 1551        | - turbina cu aburi - dispozitiv de învârtit frigarea | Taqi al-Din                | Egipt           |
| 1555        | racheta cu mai multe trepte                          | Conrad Haas                | Austria România |
| 1556        | ceasul cu arc                                        | Peter Henlein Taqi al-Din  | Germania Egipt  |
| 1559        | - ceasul astronomic cu arc - pompa cu 6 cilindri     | Taqi al-Din                | Egipt           |
| 1565        | creionul                                             | Conrad Gesner              | Elveția         |
| 1570        | telescopul                                           | Leonard Digges Taqi al-Din | Anglia Egipt    |
| 1576        | cuirasatul                                           | Oda Nobunaga               | Japonia         |
| 1577 - 1580 | ceasul cu secundar                                   | Taqi al-Din                | Egipt           |
| 1579        | construcțiile cu prefabricate și modulare            | Jalaluddin Muhammad Akbar  | India           |
| 1582        | - mitraliera - tunul-mitralieră                      | Fathullah Shirazi          | India           |
| 1589        | mașina de tricotat                                   | William Lee                | Anglia          |
| 1593        | termoscopul                                          | Galileo Galilei            | Italia          |

## Literatură

### Franța
- François Rabelais (1494-1553)
- Clément Marot (1496-1544)
- Maurice Scève (1501?-1564?)
- Louise Labé (1524-1566)
- Joachim du Bellay (1522-1560)
- Pierre de Ronsard (1524-1585)
- Marguareta de Navara (1492-1549)
- Théodore-Agrippa d’Aubigné (1552-1630)
- Robert Garnier (1545-1590)

### Țara Românească / Transilvania
- Diaconul Coresi (? - 1583)

Activitatea sa tipografică începe în anul(1556), prima carte fiind un Octoih slavon.

## Decenii și ani
| Anii 1490 | 1490 | 1491 | 1492 | 1493 | 1494 | 1495 | 1496 | 1497 | 1498 | 1499 |
| Anii 1500 | 1500 | 1501 | 1502 | 1503 | 1504 | 1505 | 1506 | 1507 | 1508 | 1509 |
| Anii 1510 | 1510 | 1511 | 1512 | 1513 | 1514 | 1515 | 1516 | 1517 | 1518 | 1519 |
| Anii 1520 | 1520 | 1521 | 1522 | 1523 | 1524 | 1525 | 1526 | 1527 | 1528 | 1529 |
| Anii 1530 | 1530 | 1531 | 1532 | 1533 | 1534 | 1535 | 1536 | 1537 | 1538 | 1539 |
| Anii 1540 | 1540 | 1541 | 1542 | 1543 | 1544 | 1545 | 1546 | 1547 | 1548 | 1549 |
| Anii 1550 | 1550 | 1551 | 1552 | 1553 | 1554 | 1555 | 1556 | 1557 | 1558 | 1559 |
| Anii 1560 | 1560 | 1561 | 1562 | 1563 | 1564 | 1565 | 1566 | 1567 | 1568 | 1569 |
| Anii 1570 | 1570 | 1571 | 1572 | 1573 | 1574 | 1575 | 1576 | 1577 | 1578 | 1579 |
| Anii 1580 | 1580 | 1581 | 1582 | 1583 | 1584 | 1585 | 1586 | 1587 | 1588 | 1589 |
| Anii 1590 | 1590 | 1591 | 1592 | 1593 | 1594 | 1595 | 1596 | 1597 | 1598 | 1599 |
| Anii 1600 | 1600 | 1601 | 1602 | 1603 | 1604 | 1605 | 1606 | 1607 | 1608 | 1609 |